# Prekarijat
U sociologiji i ekonomiji, prekarijat je neologizam za društvenu klasu koju sačinjavaju ljudi koji pate od nesigurnosti, odnosno postojanja bez predvidljivosti ili sigurnosti, što dovodi do nedostatka materijalnog ili psihičkog blagostanja. Izraz je stopljenica koja spaja riječ precarious (»neizvjestan«) i »proletarijat«.
Članovi prekarijata samo su djelomično uključeni u rad i moraju sudjelovati u opsežnim neplaćenim aktivnostima koje su ključne ako žele zadržati pristup poslovima i pristojnoj zaradi. Klasični primjeri takvih neplaćenih aktivnosti uključuju stalnu potrebu za traženjem posla (uključujući pripremu i odlazak na razgovore za posao), kao i očekivanje da radnik neprestano odgovara na pozive za izvedbu gigova (ali bez isplate stvarne plaće).
Obilježje prekarijatne klase je stanje nedostatka sigurnosti posla, uključujući povremenu zaposlenost ili nedovoljnu zaposlenost i posljedičnu nesigurnu egzistenciju. Sociolozi pojavu ove klase pripisuju »učvršćivanju neoliberalnog kapitalizma«.

## Pregled
Neki teoretičari sugeriraju da je mlada prekarijatna klasa u Europi postala ozbiljan problem u ranom dijelu 21. stoljeća. To se pak povezuje s velikim masovnim političkim događajima, uključujući referendum o Brexitu u Ujedinjenom Kraljevstvu i predsjedništvo Donalda Trumpa u SAD-u. Globalna pandemija COVID-19 osobito je pogoršala prehrambenu nesigurnost u SAD-u. Istraživanje koje je provelo Europsko vijeće za vanjske odnose pokazalo je da samo jedna trećina Nijemaca i jedna četvrtina Talijana i Francuza mjesečno ima dovoljno novca za diskrecijsku potrošnju.
Britanski ekonomist Guy Standing analizirao je prekarijat kao novu društvenu klasu u nastajanju u svom radu za think tankove Policy Network i Svjetski ekonomski forum. U svojoj knjizi iz 2014. pod naslovom A Precariat Charter tvrdio je da svi građani imaju pravo na društveno naslijeđeno bogatstvo. Najnoviji u nizu naslovljen je Prekarijat: Nova opasna klasa gdje je predložio temeljni dohodak kao rješenje za te probleme.
Analiza rezultata Great British Class Survey iz 2013. godine, suradnje BBC-ja i istraživača s nekoliko britanskih sveučilišta, ustvrdila je da postoji novi model klasne strukture koji se sastoji od sedam klasa, u rasponu od elite na vrhu do prekarijata na dnu. Prekarijatna klasa prikazuje se kao "najugroženija britanska klasa od svih s niskom razinom ekonomskog, kulturnog i društvenog kapitala". To je bilo suprotstavljeno "tehničkoj srednjoj klasi" u Velikoj Britaniji u tome što, umjesto da imaju raspoloživi dohodak, ali nemaju interesa, ljudi nove prekarijatne klase imaju interes za razne aktivnosti, ali se ne mogu uključiti u nijednu od njih zbog manjka novca, nesigurnog života i stanovanja u starim, industrijskim dijelovima države.
Prekarijatna klasa se pojavljuje u društvima kao što je Japan, gdje uključuje preko dva milijuna takozvanih "slobodnjaka" koji su nezaposleni i ne pohađaju školu. U engleskom se govornom području slična skupina ljudi naziva NEETs (Not in Education, Employment or Training, »Ne studira, nezaposlen, ne obučava se«).

## Reference
1. ↑  F. Lunning (2010).Mechademia 5: Fanthropologies. University of Minnesota Press. p. 252. ISBN 081667387X.
2. ↑  Wacquant, Loïc. 2014. Marginality, ethnicity and penality in the neo-liberal city: an analytic cartography (PDF). Ethnic and Racial Studies. 37 (10): 1687–1711. CiteSeerX 10.1.1.694.6299. doi:10.1080/01419870.2014.931991. Inačica izvorne stranice (PDF) arhivirana 10. listopada 2015.
3. ↑  Smoczyński, Wawrzyniec. 15. rujna 2011. Youthful members of the full-time precariat - VoxEurop (English). voxeurop.eu (engleski)
4. 1 2  Seren Selvin Korkmaz & Alphan Telek. 2. travnja 2018. The rising precariat and left-transformation: an examination of the Five Star Movement and Corbyn's Labour Party. Open Democracy
5. 1 2  Guy Standing. 12. prosinca 2016. The 5 biggest lies of global capitalism. World Economic Forum
6. 1 2  Guy Standing. 9. studenoga 2016. Meet the precariat, the new global class fuelling the rise of populism. World Economic Forum
7. ↑  Thomas Guénolé. 7. svibnja 2017. After Macron's win, France is divided in four. Globe and Mail
8. ↑  LeBlanc, Adrian Nicole. 2. rujna 2020. How Hunger Persists in a Rich Country Like America. The New York Times (engleski). ISSN 0362-4331
9. ↑  Butler, Patrick; Rice-Oxley, Mark. 15. svibnja 2019. Cash, credits and crisis: life in the new European 'precariat'. The Guardian (engleski). ISSN 0261-3077. Pristupljeno 20. listopada 2019.
10. ↑  Guy Standing. A Precariat Charter. Bloomsbury Academic. 2014.
11. ↑  Crocker, Geoff. The Economic Necessity of Basic Income. Inačica izvorne stranice arhivirana 24. srpnja 2017. Pristupljeno 23. studenoga 2015.
12. ↑  "Who will be a voice for the emerging precariat?", The Guardian, June 1, 2011.
13. ↑  Huge survey reveals seven social classes in UK. BBC. 3. travnja 2013. Pristupljeno 3. svibnja 2021.
14. ↑  Machiko Osawa and Jeff Kingston (July 1, 2010). "Japan has to address the ‘precariat’". The Financial Times.

## Vanjske poveznice
- "Plutonomija i prekarijat" Noam Chomsky u Huffington Postu
- Sada smo svi nesigurni. Jakobin, 20. travnja 2015.
- Gotovina, krediti i kriza: život u novom europskom 'prekarijatu' The Guardian, 15. svibnja 2019.